# Norman Vahtra
Norman Vahtra (Tartu, 23 de novembre de 1996) és un ciclista estonià, professional des del 2017. En el seu palmarès destaca el Campionat d'Estònia en ruta de 2020.

## Palmarès
- 2018
  -  Campió d'Estònia en contrarellotge sub-23
- 2019
  - 1r al Gran Premi de Minsk
  - 1r a la Cursa de Solidarność i els Atletes Olímpics i vencedor de 3 etapes
  - 1r al Gran Premi Kalmar
  - 1r al Copa del Ministeri de Defensa
  - 1r al Memorial Henryk Łasak
- 2020
  -  Campió d'Estònia en ruta
- 2022
  - Vencedor d'una etapa a la Volta a Estònia
- 2024
  -  Campió d'Estònia en ruta
  - Vencedor d'una etapa a la Volta a Estònia